# Trafalgar Falls
Die Trafalgar Falls sind ein Wasserfall auf der Karibikinsel Dominica.
Der Wasserfall liegt im Parish Saint George. Er liegt an der Kante der Hochebene um die Trois Pitons, am Zusammenfluss von Trois Pitons River und Roseau River (Papillote).
Das Wasser der Zwillingswasserfälle wird auch zur Stromerzeugung in Trafalgar genutzt.